# Ithaca (Nebraska)
Ithaca je selo u američkoj saveznoj državi Nebraska. Prema popisu stanovništva iz 2010. u njemu je živjelo 148 stanovnika.